# Jean Damphousse
Pour les articles homonymes, voir Damphousse.
Jean Damphousse, né le 24 juin 1952 à Saint-Paulin, est un politicien québécois.

## Biographie

### Formation académique
Jean Damphousse est titulaire d'un diplôme d'études collégiales en administration au Collège de Trois-Rivières (1973). Il détient également un baccalauréat en administration des affaires de l'Université de Sherbrooke (1977), ainsi qu'une maîtrise en gestion de projets de l'Université du Québec à Trois-Rivières (2000).

### Carrière
Parmi ses nombreuses réalisations professionnelles, Jean Damphousse a été conseiller (1983-1992) maire de la municipalité de Sainte-Ursule (1992-1997), vice-président du Centre de santé et de services sociaux de Maskinongé (2001-2007) et administrateur pour l'agence de développement de réseaux locaux de services de santé et de services sociaux de la Mauricie et du Centre-du-Québec (2002-2006).
Jean Damphousse a également été copropriétaire et administrateur de la Ferme J. P. N. Damphousse enr. à Saint-Ursule de 1980 à 1997, puis propriétaire de J. R. Haute Gamme Agri. à Sainte-Ursule de 1989 à 1992. Depuis 1998, il est propriétaire d'une ferme céréalière et ovine à Maskinongé.

### Politique
Il est député adéquiste de Maskinongé entre 2007 et 2008. Il est porte-parole de l'opposition officielle en matière de transport aérien, ferroviaire et maritime depuis le 19 avril 2007. Également, il était membre de la Commission des transports et de l'environnement dès le 23 mai 2007. Il est défait lors de l'élection générale québécoise de 2008 face au libéral Jean-Paul Diamond. Lors des élections générales de 2012, il est défait à nouveau sous la bannière de la Coalition avenir Québec (CAQ).

## Résultats électoraux
|                                                                                             | Nom                         | Parti                  | Nombre de voix | %      | Maj. |
| ------------------------------------------------------------------------------------------- | --------------------------- | ---------------------- | -------------- | ------ | ---- |
|                                                                                             | Jean-Paul Diamond (sortant) | Libéral                | 11 676         | 32,1 % | 769  |
|                                                                                             | Jean Damphousse             | Coalition avenir       | 10 907         | 30 %   | -    |
|                                                                                             | Patrick Lahaie              | Parti québécois        | 10 888         | 29,9 % | -    |
|                                                                                             | Julie Veilleux              | Québec solidaire       | 1 334          | 3,7 %  | -    |
|                                                                                             | Émilie Viau-Drouin          | Option nationale       | 784            | 2,2 %  | -    |
|                                                                                             | Laurence J. Requilé         | Vert                   | 389            | 1,1 %  | -    |
|                                                                                             | Linda Delmé                 | Classe moyenne         | 235            | 0,6 %  | -    |
|                                                                                             | Marie Anny Gosselin         | Coalition constituante | 121            | 0,3 %  | -    |
|                                                                                             | Didier Provencher           | Équipe autonomiste     | 81             | 0,2 %  | -    |
| Total                                                                                       | Total                       | Total                  | 36 415         | 100 %  |      |
| Le taux de participation lors de l'élection était de 78 % et 450 bulletins ont été rejetés. |                             |                        |                |        |      |

|                                                                                               | Nom                       | Parti               | Nombre de voix | %      | Maj.  |
| --------------------------------------------------------------------------------------------- | ------------------------- | ------------------- | -------------- | ------ | ----- |
|                                                                                               | Jean-Paul Diamond         | Libéral             | 13 429         | 42,3 % | 2 441 |
|                                                                                               | Rémy Désilets             | Parti québécois     | 10 988         | 34,6 % | -     |
|                                                                                               | Jean Damphousse (sortant) | Action démocratique | 6 259          | 19,7 % | -     |
|                                                                                               | Mariannick Mercure        | Québec solidaire    | 708            | 2,2 %  | -     |
|                                                                                               | Michel Thibeault          | Indépendant         | 397            | 1,2 %  | -     |
| Total                                                                                         | Total                     | Total               | 31 781         | 100 %  |       |
| Le taux de participation lors de l'élection était de 64,2 % et 493 bulletins ont été rejetés. |                           |                     |                |        |       |